# Correcamins menut
El correcamins menut (Geococcyx velox) és una espècie d'ocell de la família dels cucúlids (Cuculidae) que habita matolls àrids, boscos clars i sabanes des de l'oest de Mèxic i la península del Yucatán, cap al sud fins al centre de Nicaragua.